# Wilhelmsruh
Wilhelmsruh, Berlin-Wilhelmsruh – dzielnica (Ortsteil) Berlina w okręgu administracyjnym Pankow. Od 1 stycznia 2001 w granicach miasta.
W dzielnicy znajduje się stacja kolejowa Berlin-Wilhelmsruh.